# نجمة ثلاثية
النجمة الثلاثية في الهندسة الرياضية، مضلع نجمي (أضلاعه تقطع بعضها بعضاً) له ثلاثة رؤوس وثلاثة أضلاع.
في النجمة الثلاثية المنتظمة ضلعان متوازيان يعامدان ضلعين آخرين متوازيين، وينتج عن وصل رؤوسه شكل مثلث.

## النجمة الثلاثية والمثلث
تتكون النجمة الثلاثية من ثلاث مثلثات ويتوسطها مثلث رابع، وتتشابه مع المثلث في الرؤس الثلاث.

## زوايا نجمة ثلاثية
- تتكون الزاوية الثلاثية من ثلاث زوايا رئيسية على رؤوس المثلثات الثلاث.